# Orthega
Julio Arturo Ortega Eggart, conocido artísticamente como Orthega, es un cantante peruano de balada romántica.
Nacido en Lima el 27 de agosto de 1944, fue el mayor de ocho hermanos. Inició la carrera de derecho, que abandonó para dedicarse al canto.
Su trayectoria profesional comenzó en 1969. Sus primeras grabaciones para el sello FTA fueron Quisiera saber y Arrepentido, esta última de Manuel Alejandro.
Otro de sus temas fue Enamorado compuesta por Edwin Alvarado y Mundo mundo canción compuesta por el propio Orthega con la que participó en el Festival de Chiclayo en 1970 y que grabaría junto con Y bajará del cielo Dios de Larry Moreno.
Este disco, aparte de ser editado por FTA, fue al mismo tiempo editado por el sello Rex y se distribuyó en Ecuador, Colombia y México.

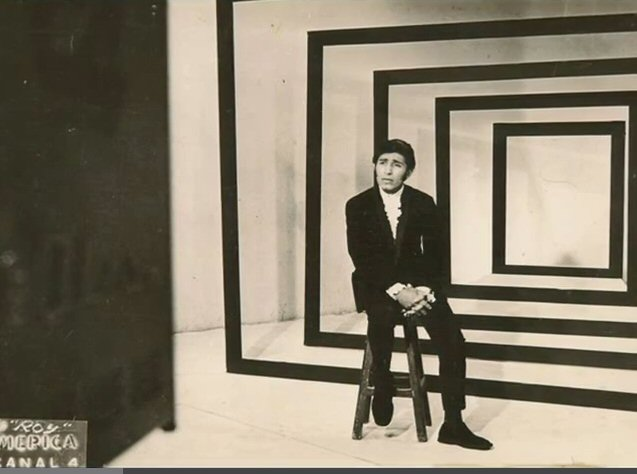
Orthega en una presentación para el Canal 4, Lima, Perú (1969).

Su participación en el segundo Festival de Arequipa en 1970 le dio fama, grabando cuatro canciones en un LP de FTA: Amor porque lo hiciste, El amor llegó contigo, Solo cenizas y Yo te amo.
En 1971 participó en el Festival de Ancón defendiendo la canción La sombra del chacarero y llevándola hasta las finales, aunque fue interpretada el último día por otro cantante, lo que generó una gran polémica periodística. La canción quedó en segundo lugar.
Orthega grabó la canción y, a la vuelta del disco, la canción ganadora: Soledad de Luis Alberto Córdova, recibiendo ese año el Trofeo Guido como el mejor baladista peruano.
Entre muchas de sus destacadas grabaciones se encuentran Ramón ya es varón, Un pañuelo y una flor, Acurrucadita, Help y otras.
Orthega viajó por casi toda Latinoamérica, donde era a menudo comparado por su aspecto físico con el cantante argentino Sandro.
En el 1973 volvió al Perú donde fue invitado a diversos festivales, entre los cuales tuvo un reconocimiento por su participación en el Tumi de Oro, asimismo participó en los festivales Sullana y Paita recibiendo reconocimientos como el Amauta de Oro y la Capullana.
No queriendo asociarse a ningún empresario fue relegado en su propio país, por lo que continuamente hizo giras internacionales, aunque regresando siempre al Perú.
En el 1975 participó en el Festival de la Guaria de Oro (San José, Costa Rica) donde fue eliminado de forma polémica, ya que la mayoría del jurado le daba como uno de los favoritos.
En 1976 se estableció en México donde a pesar del difícil y competitivo mercado logró destacar con mediano éxito.
Después del terremoto de 1985 se estableció en Montreal, Canadá, donde reside actualmente y canta en ocasiones especiales.